# Comacina
Pour les articles homonymes, voir Comacina (homonymie).
L’île Comacina (en italien : isola Comacina) est une île située sur le Lario, dans la branche de Côme, dans la commune d’Ossuccio, en Italie. Elle est située à une centaine de mètres du rivage, si bien que certaines personnes n’hésitent pas à effectuer la traversée à la nage.

## Histoire

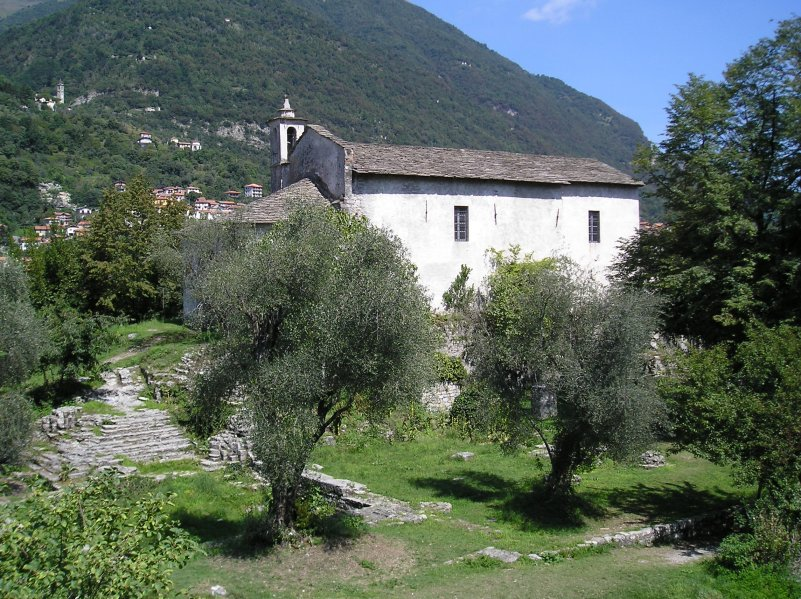
Église sur l’île Comacina.

Selon Paul Diacre, l'île Comacina fut à la fin du VIe siècle une forteresse byzantine défendue par un général nommé Francion qui luttait depuis 20 ans contre les envahisseurs lombards. Sous le règne de leur roi Authari (584-590), ces derniers bloquèrent Francion dans l'île qui capitula au bout de 6 mois de siège.
Dès le VIIe siècle, elle est probablement le lieu d'origine des maestri comacini.
L'île fut pendant une courte période sous souveraineté belge. Elle fut offerte en cadeau en 1918 par son propriétaire Auguste Caprani à Albert Ier de Belgique, par sympathie à la suite de l'effort de guerre belge au cours de la Première Guerre mondiale. La Belgique la rendit cependant à l'État italien en 1920, à condition qu'elle serve de résidence à des artistes belges ou italiens. Trois villas sont construites en 1940 et habitées de 1960 à 1999. Elles se dégradent cependant et finissent par être abandonnées,.
Les villas sont restaurées en 2011, l'une est destinée à un artiste italien, l'autre à un artiste de la communauté française, la troisième à un artiste de la communauté flamande. Un dossier de candidature doit être déposé par les artistes pour en bénéficier, pour une durée n'excédant pas 21 jours.

## Artistes résidents de la Fédération Wallonie-Bruxelles
2011: Aurore Dal Mas, Gérald Dederen, Anne et Mireio Jones, Catherine Lambermont, David Marle

2012 : Pierre Berthet, Beata Szparagowska, Patrick Carpentier, Carine Ermans, Jean-Luc Outers

2013 : Brigitte Grignet, Julie Bougard, Jean-Pierre Outers, Adrien Tsilogiannis

2014 : Michel Clerbois, Maria Eugenia Lopez, Joëlle Sambi

2015 : Louise Emö, Anne Bossuroy, Massao Mascaro, Zeno Graton, Deborah Robbiano, Shantala Pèpe

2016 : Ivan Tirtiaux, Polina Akhmetzyanova, Emilia Stéfani-Law, Sébastien Pauwels

2017 : Lazare Gousseau, Boris Tilquin, Myriam Pruvot, Jonathan Lempereur, João Freitas

2018 : Sybille Deligne, Elise Peroi

## Monuments
La basilique Sant'Eufemia se trouve sur l'île.

## Fête
La fête de San Giovanni, le 24 juin, s’y déroule chaque année.

## Galerie

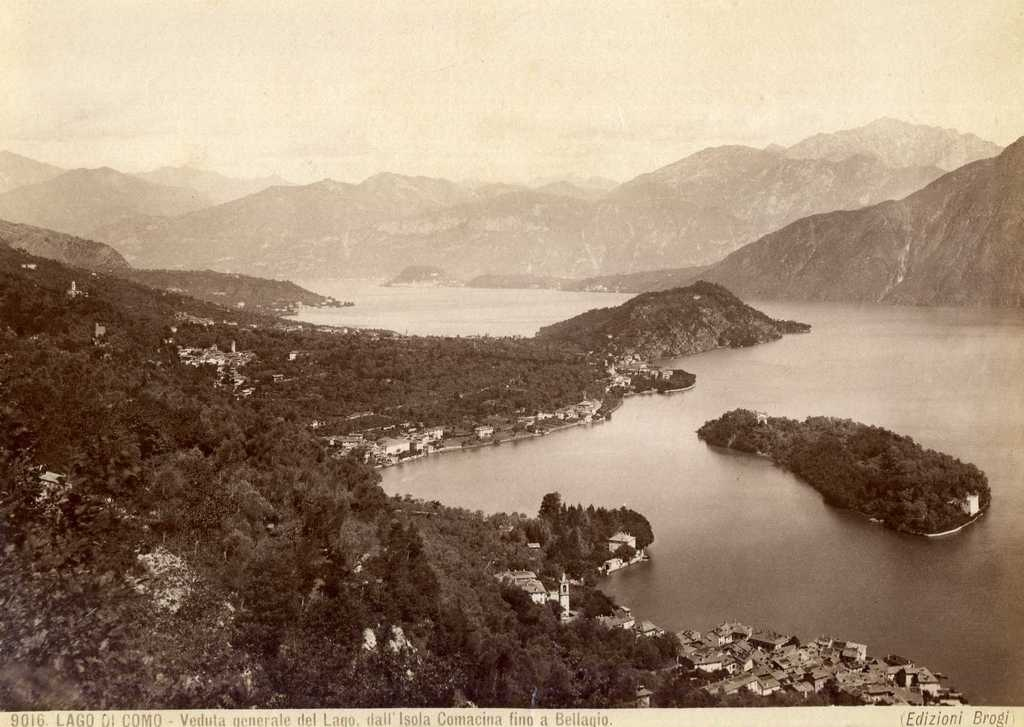
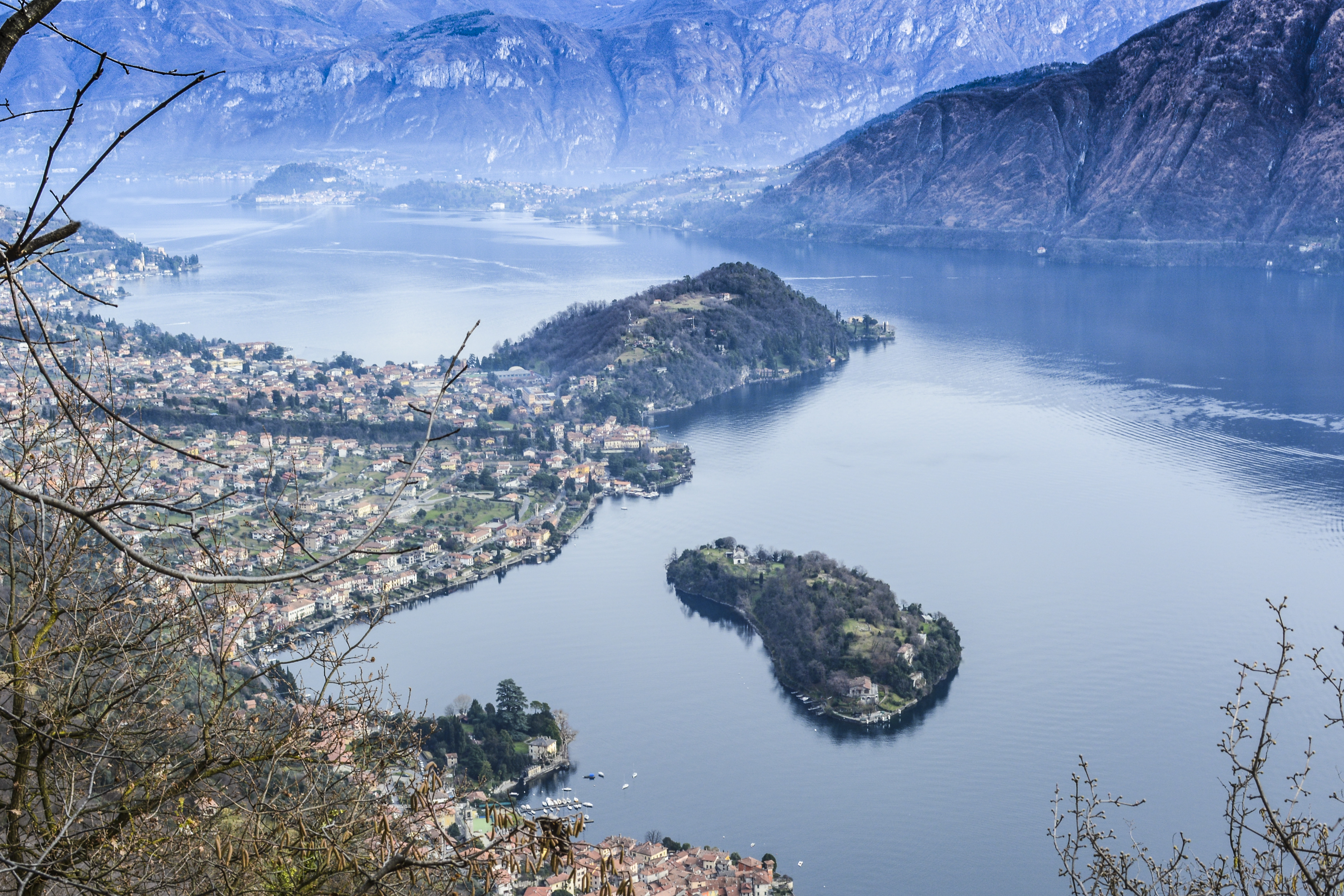
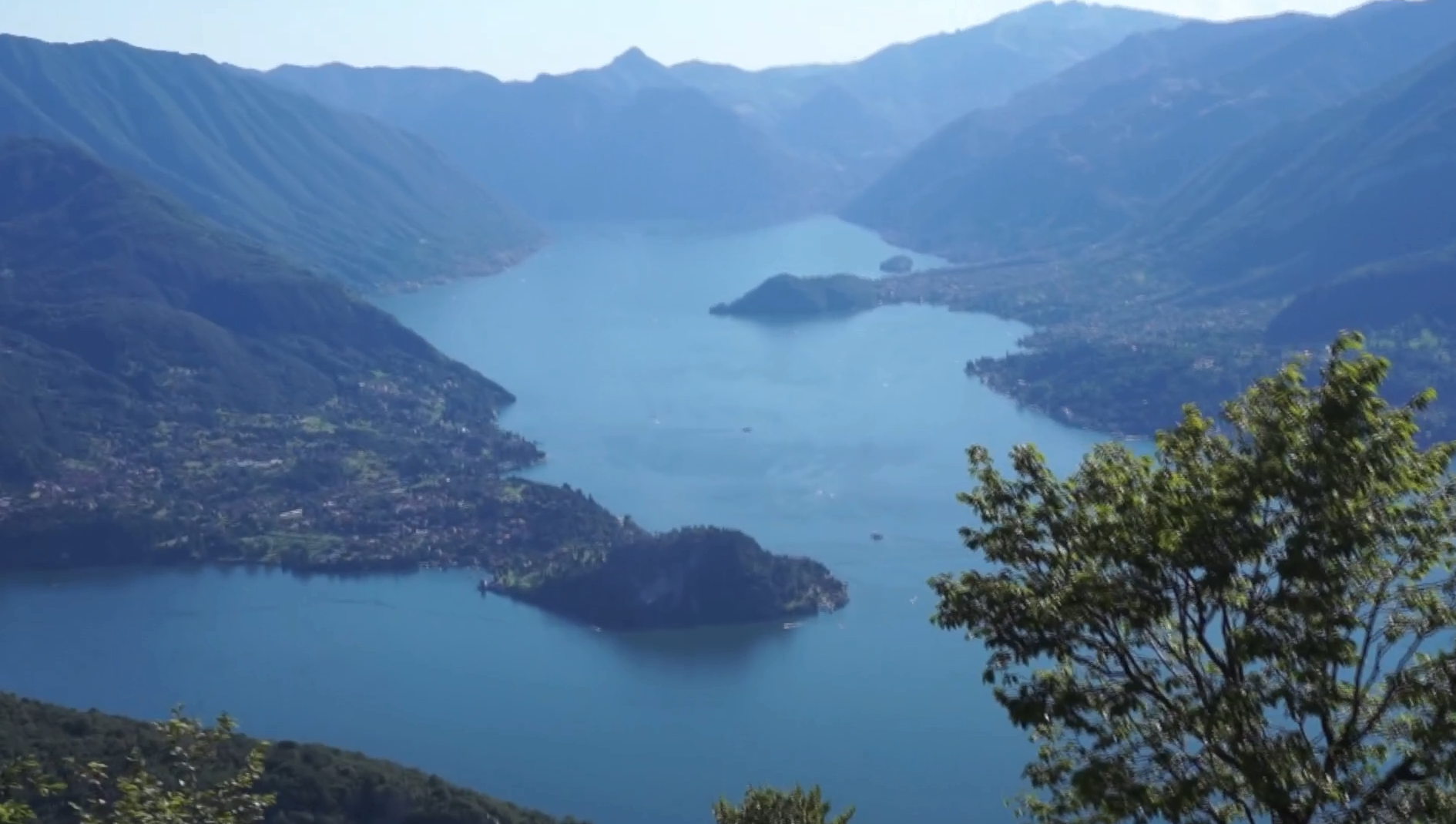
Vue depuis Perledo.
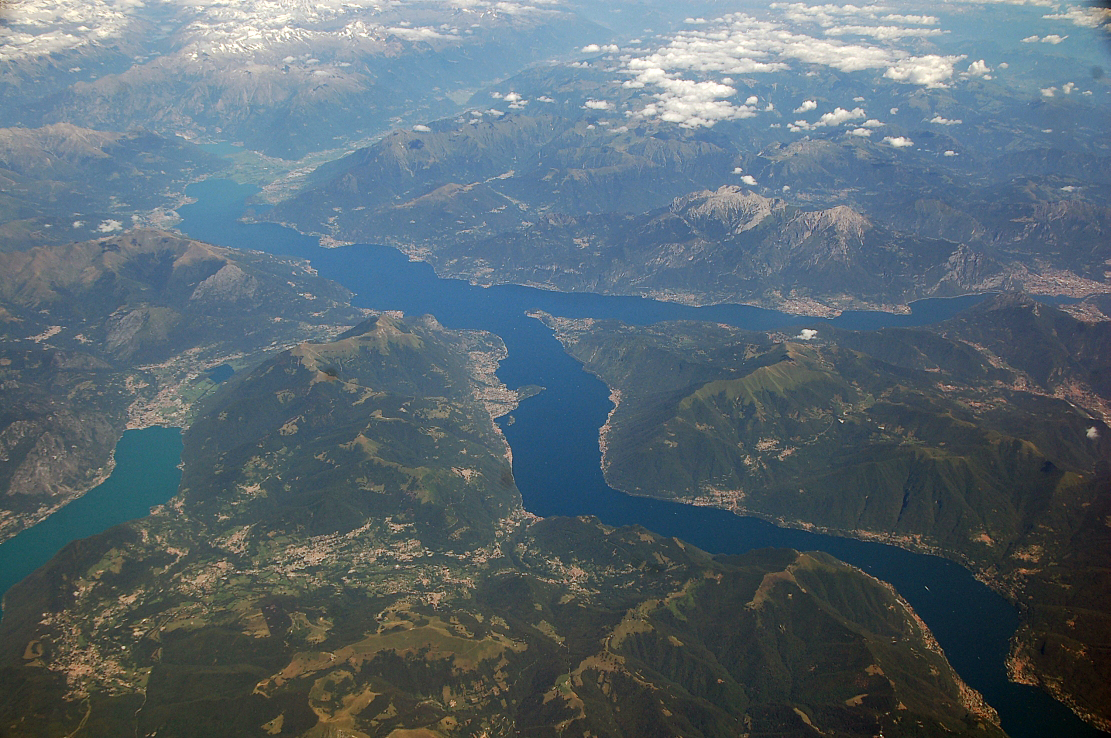
Vue aérienne.